# Фонтан Ахмеда III

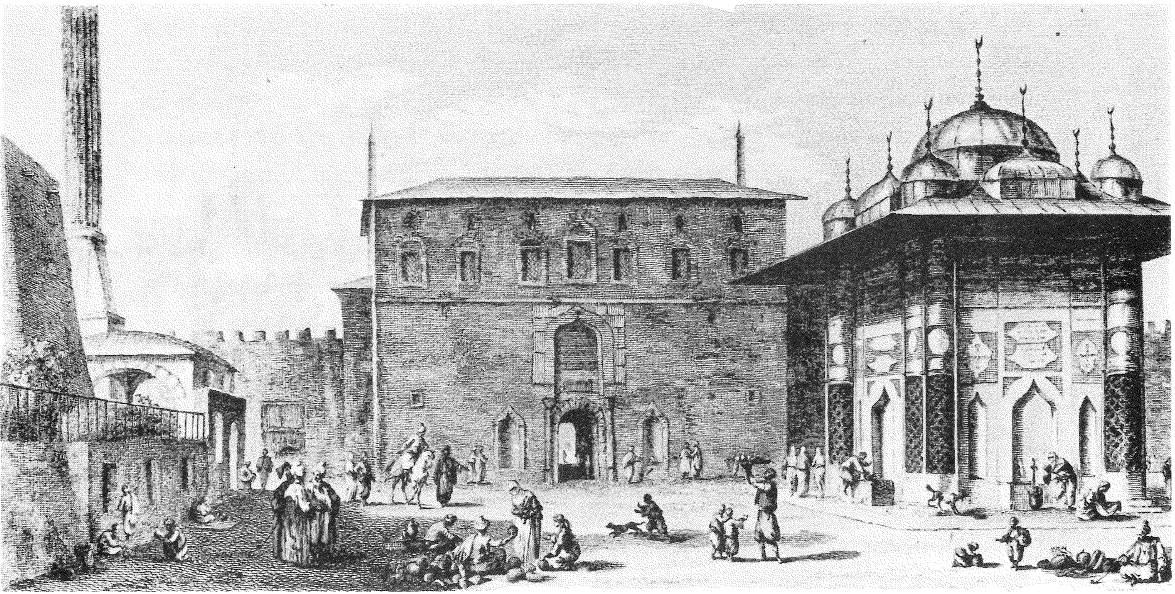
Фонтан біля Імперських воріт, гравюра Огюста де Шуазель-Гуф'є

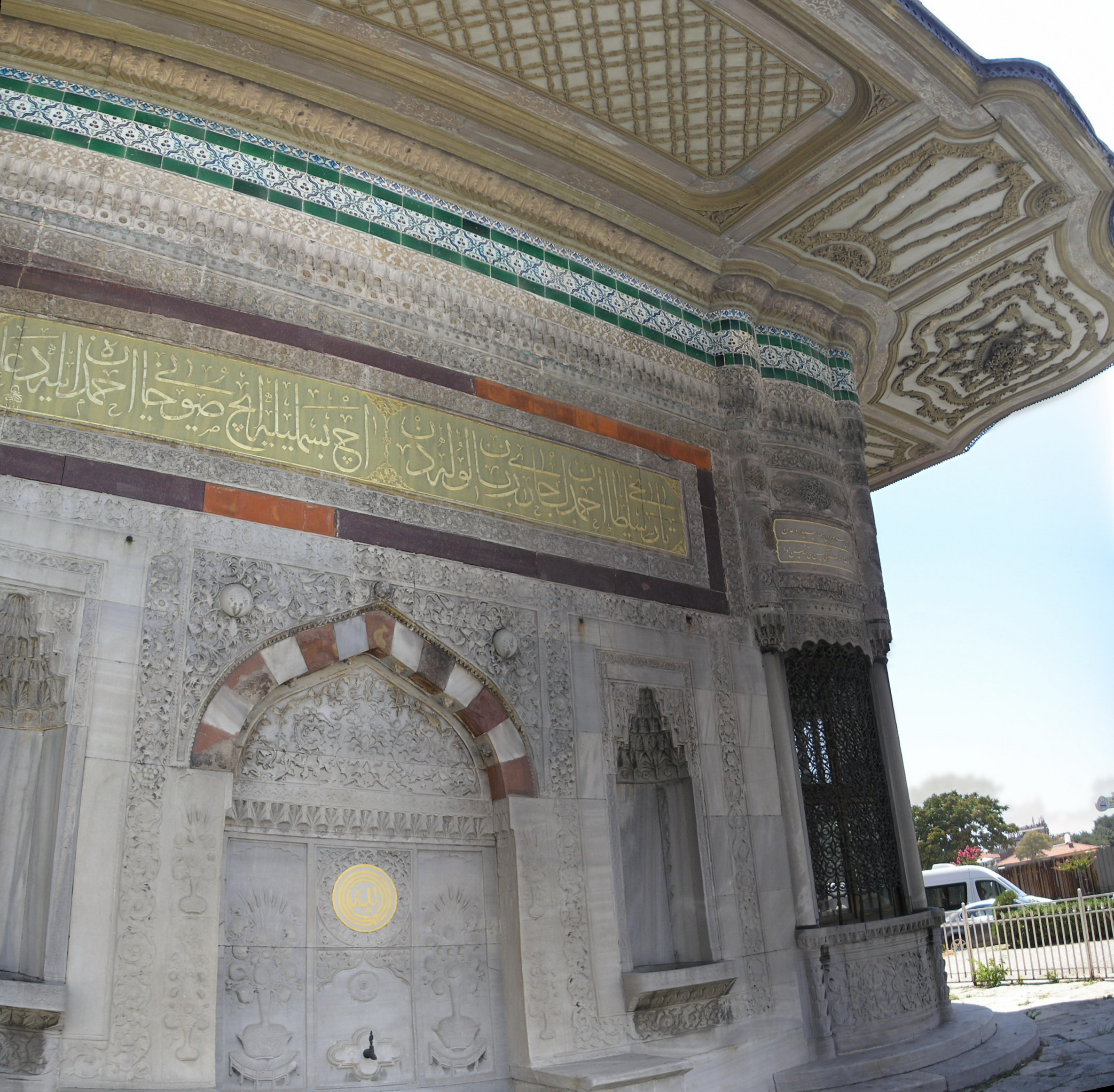
Деталь

Фонтан Ахмеда III (тур. III. Ahmet Çeşmesi) — фонтан на великій площі перед Імперськими воротами палацу Топкапи у Стамбулі, Туреччина.

## Історія
Фонтан був побудований у 1728 році за правління султана Ахмеда III в стилі доби тюльпанів на місці візантійського фонтану Перайтон. У часи Османської імперії був одним з громадських центрів міста.
У 1947—1952 роках фонтан зображувався на зворотному боці банкноти номіналом в 10 турецьких лір.

## Архітектура, оздоблення
Фонтан Ахмеда III належить до стилю османського рококо. Архітектурне оздоблення споруди відбиває синтез традиційного османського і сучасного європейського стилів.
Павільйон фонтану являє собою великий квадратний блок з п'ятьма малими куполами. Ніші міхраб на кожній з чотирьох стін з зовнішнього боку обрамлені барельєфом з рослинним і квітковим орнаментом, в кожній з цих ніш знаходиться фонтанчик з питною водою (чешме). Вода подається з восьмикутного басейну всередині павільйону, навколо якого є місце для прогулянок працівникам павільйону. На кожному зовнішньому кутку знаходиться кіоск з трьома заґратованими вікнами (шебіль), через які безкоштовно видавалися стакани з водою або шербетом.
Над фонтанчиками з нішами і шебілями знаходяться великі каліграфічні пластини обрамлені синіми і червоними плитками. На кожній пластині вірш з 14 строф, присвячений воді і благодійнику Сеїд Хусейну Вехбі бен Ахмеду, головному каді Алеппо і Кайсері. Вірш читається за годинниковою стрілкою навколо фонтану, починаючи з північного шебіля. Остання строфа вірша на північному заході фасаду зображує хронограму султана Ахмеда III.